# Lựu đạn MK2

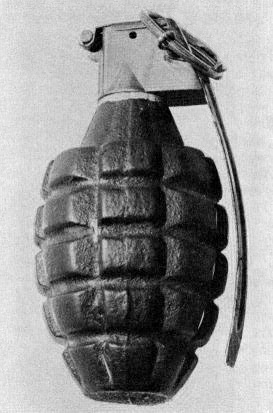
MK2 còn được gọi đùa là

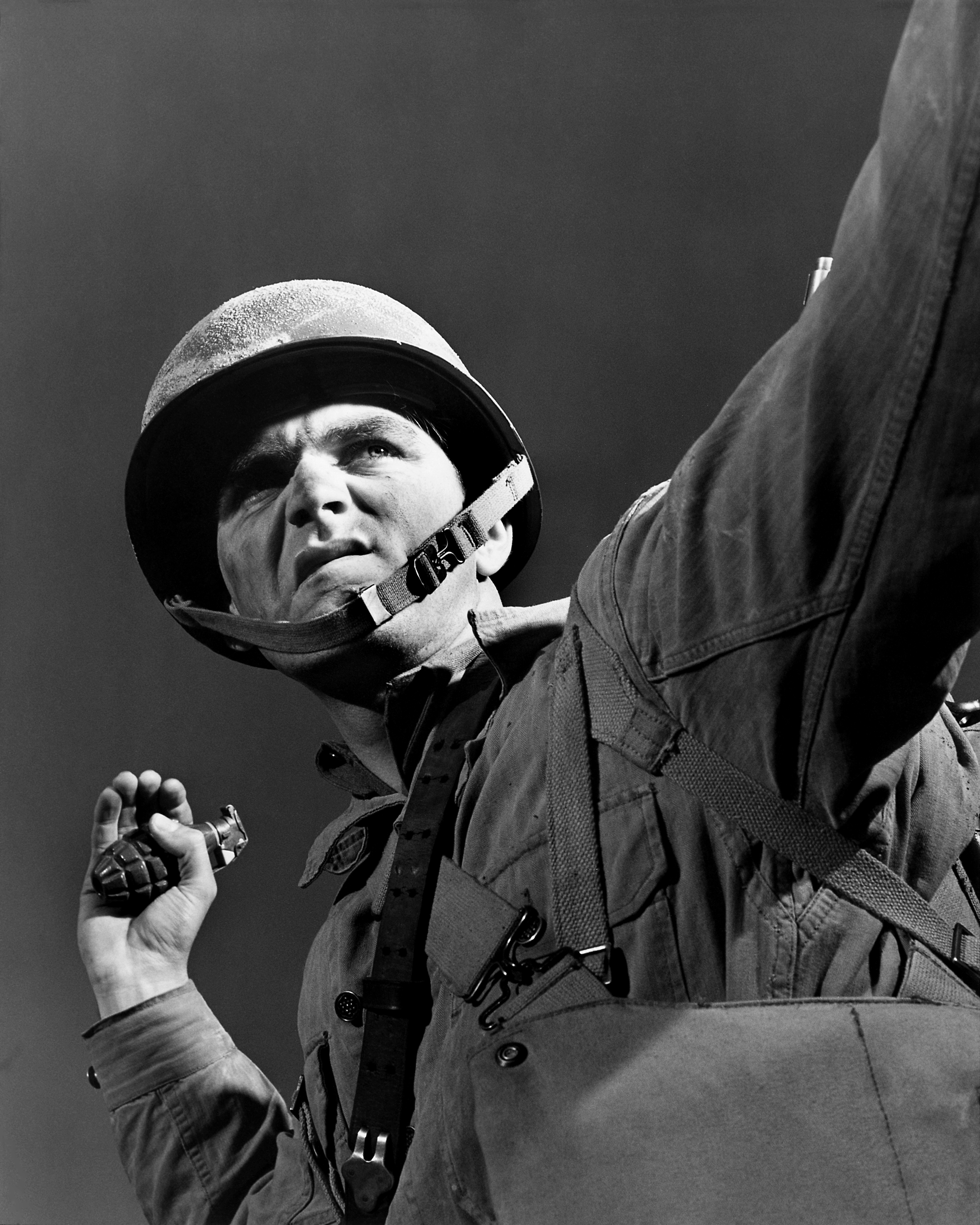
-Người lính đang cầm MK2.Hình ảnh chỉ mang tính chất minh họa.

Lựu đạn MK2 hay còn được gọi là lựu đạn mỏ vịt là loại lựu đạn do Hoa Kỳ sản xuất. Đây là loại lựu đạn được sử dụng để chống bộ binh với sức nổ trung bình kém, có cơ chế "bóp cò, giật chốt" giống hệt các loại lựu đạn ngày nay. Ưu điểm của loại lựu đạn này là rất nhẹ, chỉ khoảng 500 gram và khá vừa tay khi ném.Thời gian phát nổ nhanh khoảng 3.5 giây và đây cũng được coi là nhược điểm vì thời gian phát nổ khá ngắn nếu người lính không có kinh nghiệm sử dụng sẽ thực sự gây ra nguy hiểm.Lựu đạn MK 2 rất thích hợp phá hủy boong-ke,nhà trống vì có sức nổ vừa phải và tốc độ nổ nhanh, kẻ địch không đủ thời gian để nhặt lên ném lại ra ngoài.Sau Chiến tranh thế giới thứ hai mẫu mã lựu đạn MK2 đã phần nào ảnh hưởng tới hình dạng các loại lựu đạn về sau vì thiết kế nhỏ gọn thích hợp với tay khi ném,cũng như gọn nhẹ dễ dàng mang theo hơn với Lựu đạn Model 24.Vì sự thực dụng ấy mà mẫu mã MK2 đã trở thành nền tảng cũng như nguyên lý các loại lựu đạn về sau.